# Mie-Streuung

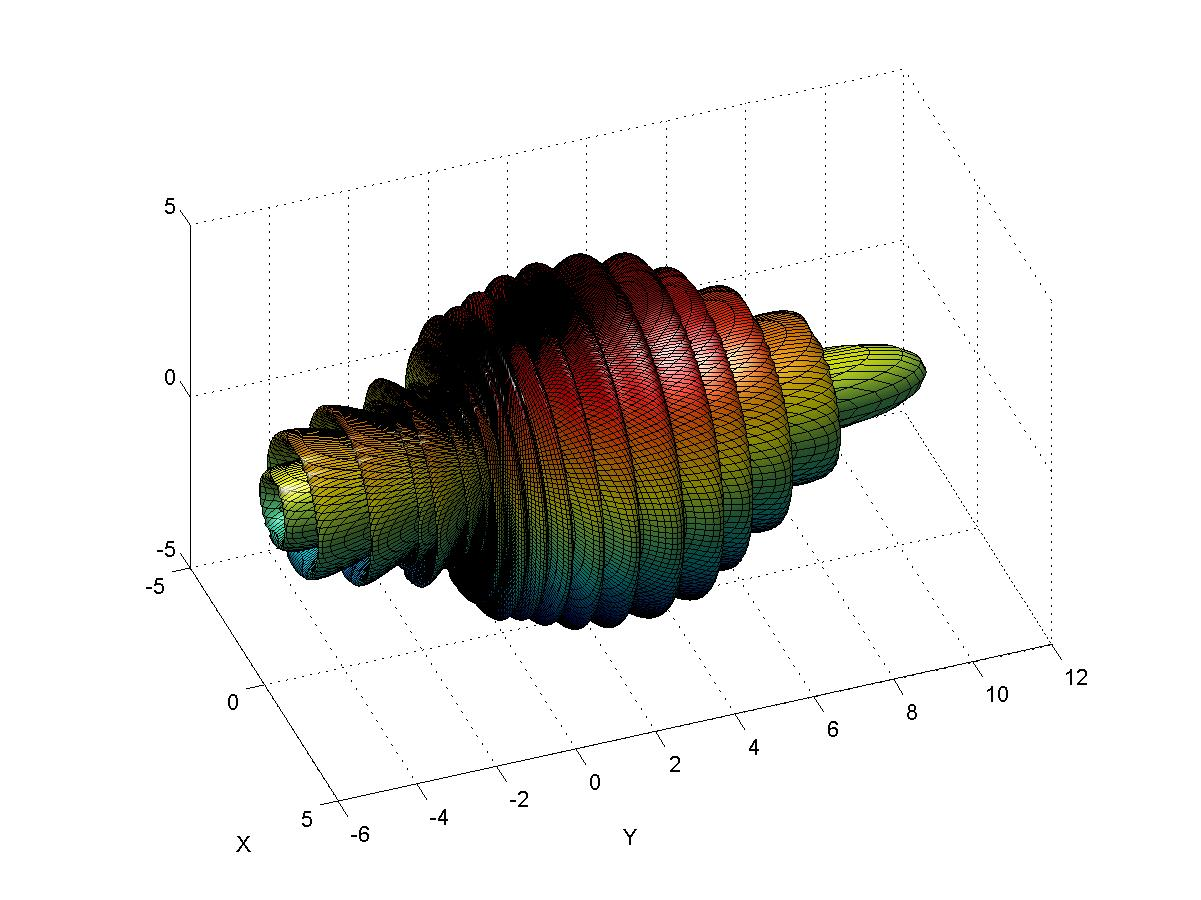
3D-Darstellung der Mie-Streuung von rotem Licht (633 nm) an einem sphärischen Partikel mit 2 µm Durchmesser. Das Partikel befindet sich in der Mitte bei, das Licht wird von links eingestrahlt. Die unterschiedliche Ausdehnung der Oberfläche entspricht der Intensität der Streuung in diese Richtung (logarithmische Auftragung). Die Intensität des gestreuten Lichtes hängt vom Streuwinkel ab.

Als Mie-Streuung oder auch Lorenz-Mie-Streuung (nach den Physikern Gustav Mie und Ludvig Lorenz) bezeichnet man die elastische Streuung elektromagnetischer Wellen an sphärischen Objekten, deren Durchmesser in etwa der Wellenlänge der Strahlung entspricht. Mit der Lorenz-Mie-Theorie lässt sich diese Streuung physikalisch beschreiben.

## Beschreibung

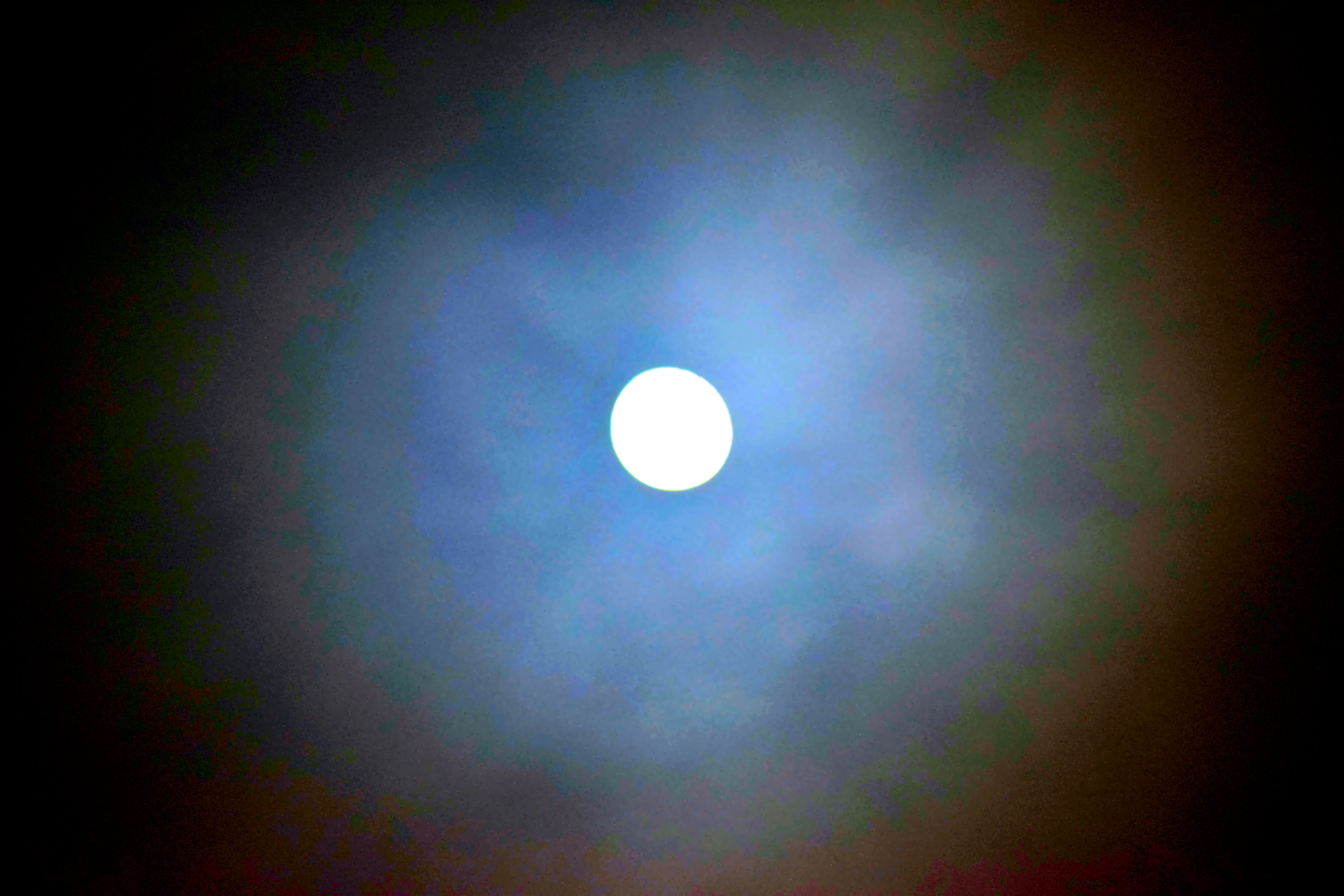
Hof-Bildung beim Vollmond, auch als Korona bezeichnet, verursacht durch klassische geometrische Streuung an kleinen Tropfen.

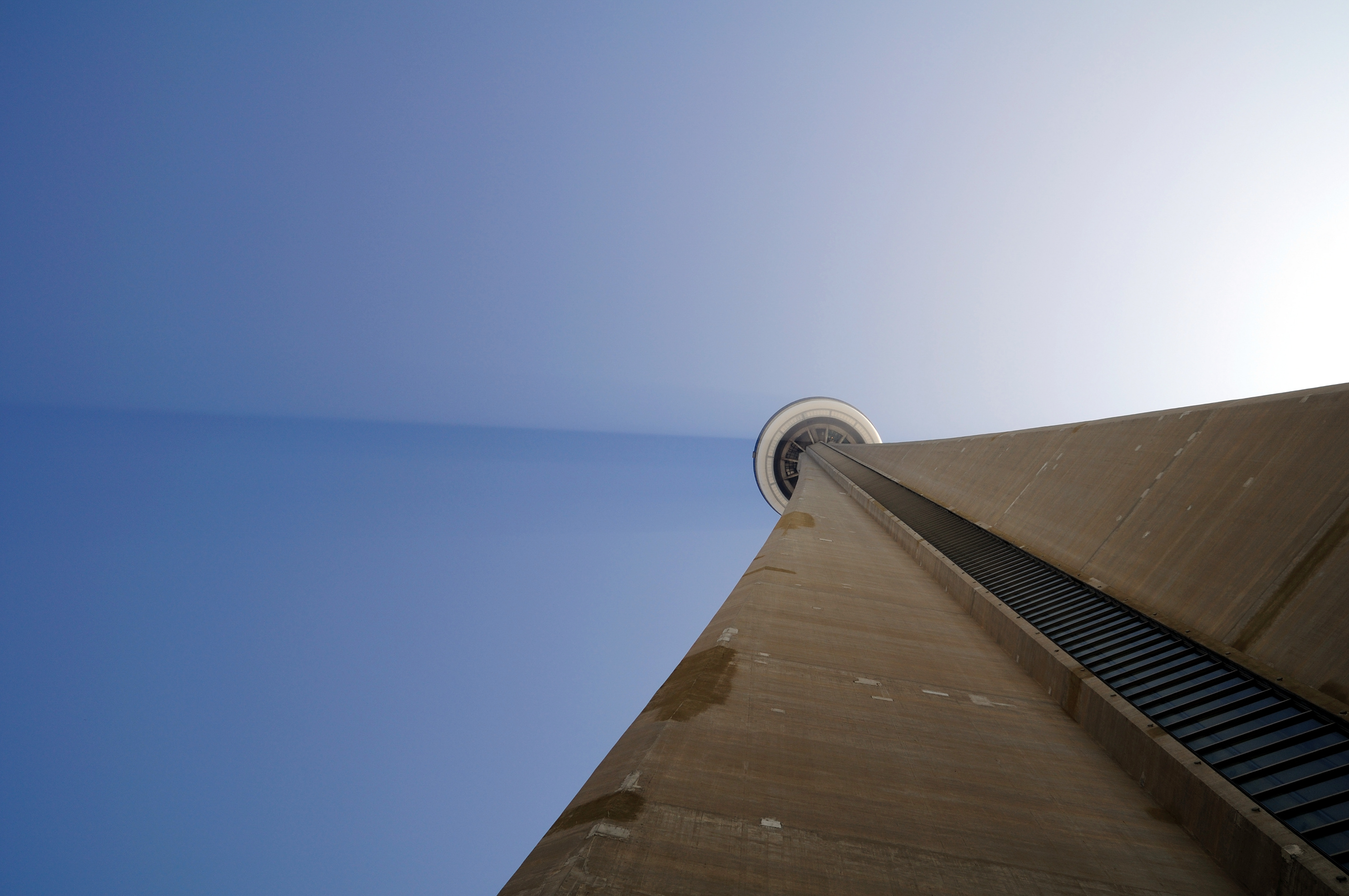
Der von der Mie-Streuung erzeugte Tyndall-Effekt lässt den Bereich um den Turm herum heller erscheinen. Der scheinbare „Schatten“ entsteht durch ein Fehlen des Effekts innerhalb des Schattenvolumens des Turmes.

Die Mie-Streuung erzeugt den Tyndall-Effekt. Dieser entsteht bei Streuung an Objekten, bei welchen der Partikeldurchmesser etwa der Wellenlänge entspricht.
So bezeichnet man die Streuung an den Molekülen der Luft als Rayleigh-Streuung, die an fallenden Regentropfen und schwebenden Nebeltropfen als klassische Streuung und nur die an emulgierten Fetttröpfchen als Mie-Streuung, obwohl alle Fälle durch die Lorenz-Mie-Theorie exakt beschrieben werden. In der Praxis kann man diese Fälle durch den unterschiedlichen Polarisationsgrad und die Streuverteilung gut voneinander trennen:
| Art der Streuung                             | Abhängigkeit von der Wellenlänge             | Polarisation                                 | Streuverteilung |
| -------------------------------------------- | -------------------------------------------- | -------------------------------------------- | --- |
| Rayleigh                                     | stark                                        | bei senkrechter Streuung: linear             | symmetrisch nach vorn und hinten |
| Mie                                          | leicht                                       | bei senkrechter Streuung: leicht bis mittel  | leicht asymmetrisch bis komplex |
| klassisch (geometrisch) an kleinen Tröpfchen | schwach                                      | ohne                                         | hauptsächlich vorwärts (sichtbar durch Hof-Bildung), aber auch komplex (durch Variation der Tropfengröße nicht mehr nachweisbar)      |
| klassisch (geometrisch) an großen Tropfen    | bei transparentem Material (Tyndall-Effekt): | bei transparentem Material (Tyndall-Effekt): | sehr eng und schwach vorwärts, so dass Hofbildung ausbleibt; zusätzlich bei transparentem Material (Tyndall-Effekt): in großem Winkel |
| klassisch (geometrisch) an großen Tropfen    | schwach                                      | schwach                                      | sehr eng und schwach vorwärts, so dass Hofbildung ausbleibt; zusätzlich bei transparentem Material (Tyndall-Effekt): in großem Winkel |

## Bedeutung in der Funktechnik
Die Mie-Streuung hat auch in der Funktechnik eine Bedeutung. So kann die Reflexion und der Radarquerschnitt metallischer Körper berechnet werden, deren Umfang in der Größenordnung der Wellenlänge der Funkwellen liegt. Die effektive Rückstrahlfläche einer Metallkugel mit einem Durchmesser eines Drittels der Wellenlänge beträgt knapp das Vierfache dessen, was laut klassischer Streuung zu erwarten wäre. Weitere, kleinere Maxima treten bei ganzzahligen Vielfachen des Umfanges zur Wellenlänge auf.